# Michel Machebœuf
Michel Alexandre Marie Machebœuf, né le 19 octobre 1900 à Châtel-Guyon et mort le 20 août 1953 à Paris, est un biologiste français, dont les travaux portèrent sur l'étude des biomolécules, en particulier des lipoprotéines plasmatiques. Il fut le chef du service de biochimie de l'Institut Pasteur.
Fils du docteur Élie Machebœuf et de Marie Dufaud, il fait ses études à Clermont-Ferrand et à Paris, puis rejoint le laboratoire de Gabriel Bertrand à l'Institut Pasteur. Il fait également un séjour dans le laboratoire de S. P. L. Sørensen à Copenhague en tant que boursier Rockefeller. Il est docteur en médecine en 1928.
Avec Gabriel Bertrand, il étudie les lipides du plasma sanguin, qui peuvent s'associer à des protéines comme l'albumine et dont l'association devient  soluble dans l'eau. Il donne le nom de « cénapse » à ces associations moléculaires sans liaisons covalentes. Il comprend ainsi l'importance des protéines en biochimie. 
Michel Machebœuf a aussi étudié la tuberculose et l'effet des hautes pressions sur les bactéries.
Il est nommé professeur à la faculté de médecine de Bordeaux en 1937 avant de retourner à Paris en 1942 à l'Institut Pasteur pour prendre la succession de Gabriel Bertrand. Il est nommé professeur de chimie bactérienne à la faculté des sciences de Paris en 1950.
Il a eu trois filles avec sa femme Simone Bezou, qu'il a épousé en 1926.
Il meurt d'une infection pulmonaire.